# Видоја Божиновић Џинџер
Видоја Божиновић Џинџер (Београд, 3. октобар 1955) српски је музичар, гитариста групе Рибља чорба.

## Музичка каријера

### 1974—1979.
Музичку каријеру започео је 1974. године као гитариста бенда Дим без ватре. Након што се група расформирала, Божиновић је приступио бенду Мирјан, 1975., а крајем 1976. године прогресивном рок бенду Поп машина, чији је члан био његов брат, Светозар Божиновић. Бенд је снимио синг плочу за ПГП РТБ, са нумерама Моја песма и Успомена, а сингл је објављен 25. марта 1977. године. Након расформирања Поп машине 1978. године, Џинџер је постао члан групе Дах, а наредне године био је у бенду Опус, који се расформирао након шест месеци.
Током 1979. године, као гост бенда Генерација 5, Џинџер је снимио пет песама за потребе ПГП РТБ-а, а тај материјал се налази на издању Генерације 5 — Песме о Титу.

### 1980—1990.
Почетком 1980. године Роберт Немечек и браћа Божиновићи формирали су хард рок бенд Рок машина, снимили сингл са песмама Ватра и Било ми је боље. Током 1981. године бенд је објавио албум под називом Рок машина, а расформиран је 1982. године.
Џинџер је 1983. године гостовао на албуму На брдовитом Балкану, групе Балкан, где је свирао соло-деонице на електричној гитари, на песмама 10 kg нето, Профи мен, Остави траг и Свечаност.
Током 1984. године Џинџер је свирао са џез бендом Interaction све до септембра исте године када постаје члан Рибље чорбе. Божиновић и Никола Чутурило постали су нови гитаристи бенда, заменивши Рајка Којића и Момчила Бајагића Бајагу. Ван бенда Рибља чорба радио је 1986. године, када је свирао гитару на Борином музичком албуму за представу Сироти мали хрчки. Током 1987. године заједно са Николом Чутурилом и Стјепаном Михаљинецом свирао је на концерту Арсена Дедића и Боре Ђорђевића у београдском Театру на Теразијама.
У лето 1988. године Џинџер је свирао на концерту у Љубљани са Арсеном Дедићем, Зораном Предином, Стјепаном Михаљинецом и Бором Ђорђевићем.

### 1991—2000.
Године 1992. гостовао је на албуму С оне стране дуге, где је свирао гитаре на песми Децу ти нећу опростити, заједно са Дејаном Цукићем и Бором Ђорђевићем.
Почетком 1993. године гостовао је албуму групе Бабе, Слике из живота једног идиота, где је свирао гитару на песмама Ноћ без сна и Руска серија. Исте године у Студију РТВ Пинк учествовао је у снимању музике за позоришну представу Тамна је ноћ. Крајем 1993. године гостовао је албуму Тао, певачице Jazzy Bell, где је свирао гитару на песми Град. На албуму Идемо до краја, групе Минђушари, Џинџер је свирао гитаре у песмама Пољуби ме нежно и Идемо до краја, који је објављен 1994. године. Током исте, 1994. године гостовао је и на Мандином албуму Животиње и људи, где је свирао гитаре и радио на текстове Боре Ђорђевића, музику за песме Слоновска (са Мишом Алексићем и Успаванка.
Други пут по реду успоставља сарадњу са бендом Бабе, овог пута на албуму Лажне слике о љубави из 1995. године, где је свирао гитаре у песмама Лажне слике о љубави, Роб лове (химна раду), Ко ме тер'о, Месница, Пародија живота (ролна), Ћуретина (Да сам знао да се играм лудом главом), Луда жена, Блуз из Србије и Нећу трећи светски. На соло албуму Боре Ђорђевића под називом Њихови дани свирао је гитаре, а исте 1996. године појавио се и на песми Сумњам, Саше Драгића, која је рађена за Месам поп фестивал '96.
У периоду између 1997—1998. године у студију Лазе Риствовског Џинџер је свирао гитаре на трећем албуму Минђушара, као и на албуму Далеко је љубав и мир из 1998. године, бенда Run Go. Средином 2000. године гостовао је на електричној гитари, на албуму Заљубљени, групе МАГ.

### 2001—2010.
Почетком 2001. године Џинџер је радио на снимању албума београдског репера Шабанотија, Пинк Фројд, на којем је свирао гитаре за све песме. Исте, 2001. године појавио се као гост на албуму Календар, Дејана Цукића, као гитариста на песми Марина. Крајем 2001. године са Бором Ђорђевићем и Владом Барјактаревић снимио је џингл за кладионицу Лавови, а 2002. године свирао је електричне гитаре на албуму Пред Богом, групе МАГ.
На уживо албуму Дејана Цукића и Спори ритам бенда радио је 2003. године на песми Марина. Током јесени, исте 2003. године појавио се на албуму Ја да ти певам, групе The Brend, на песмама Неке су странке лагале бираче и Авиону склепаћу ти крила. За фудбалски клуб Железник, заједно са Бором Ђорђевићем и Владом Барјактаревићем снимио је џинлг под називом Лавови у Европи.
У београдском Студентском културном центру 13. маја 2005. године појавио се као гост на концерту бенда Alogia и свирао на песми Где си у овом глупом хотелу, за коју је радио музику. Почетком 2006. године гостовао је на амбијенталном албуму Јана Немечека, Afterimage.
Заједно са осталим члановима бенда свирао је и певао на албуму навијача Црвене звезде, албуму под називом Делије север. Као гости појавио се на албуму Најде, певача групе Смак, 2007. године на песми Кроз трње до звезда, која се нашла на албуму Радијски фестивал 2007. — вол. 1.
Почетком 2008. године Џинџер свирао је гитаре на албуму Само покушавам да живим, Оливере Драгичевић Скво, на песмама Као капи кише и Добра стара времена.

### 2011—
Као гитариста радио је на песми Наочаре, бенда Чика Јова и Змајеви а песма се нашла на албуму Без обзира на све!
Поред рада у Рибљој чорби, радио је музику и аранжман за песму Време, Џенана Лончаревића, која је објављена на албуму No. 4 из 2013. године. Исте, 2013. године објављен је и албум То ти је — што ти је, бенда Project tosh, а Божиновић је гостовао на песми Није време.
Године 2015. гостовао је на снимању албума Гитарологија, бенда Dr. Project Point Blank Blues Band.

## Дискографија

### Поп Машина

#### Синглови
- "Моја песма" / "Успомена" (1977)

### Рок Машина

#### Студијски албуми
- Рок Машина (1981)

#### ЕПови
- Изрод на граници (1983)

#### Синглови
- "Ватра" / "Било ми је боље" (1980)
- "Граница" / "Нулти час" (2004)

### Рибља чорба

#### Студијски албуми
- Истина (1985)
- Осми нервни слом (1986)
- Ујед за душу (1987)
- Прича о љубави обично угњави (1988)
- Коза ностра (1990)
- Лабудова песма (1992)
- Збогом, Србијо (1993)
- Остало је ћутање (1996)
- Нојева барка (1999)
- Пишање уз ветар (2001)
- Овде (2003)
- Минут са њом (2009)
- Узбуна! (2012)
- Да тебе није (2019)

### Уживо албуми
- Нема лажи, нема преваре — Загреб уживо ’85 (1995)
- Од Вардара па до Триглава (1996)
- Београд, уживо '97 - 1 (1997)
- Београд, уживо '97 - 2 (1997)
- Гладијатори у БГ Арени (2007)
- Нико нема овакве људе! (2010)
- Концерт за бригадире (2012)

#### ЕПови
- Трилогија 1: Невиност без заштите (2005)
- Трилогија 2: Девичанска острва (2006)
- Трилогија 3: Амбасадори лоше воље (2006)